# 43e Legerkorps (Wehrmacht)
Het Duitse 43e Legerkorps (Duits: Generalkommando XXXXIII. Armeekorps) was een Duits legerkorps van de Wehrmacht tijdens de Tweede Wereldoorlog. Het korps kwam in actie in de Frankrijk veldtocht, 2e fase. Vervolgens vocht het korps aan het oostfront tot het eind van de oorlog, achtereenvolgens in de centrale sector, rond Nevel, Koerland en uiteindelijk in Centraal-Europa.

## Krijgsgeschiedenis

### Oprichting
Het 43e Legerkorps werd opgericht op 15 april 1940 in Wehrkreis XI.

### 1940

Fall Rot, 2e fase

Bij het begin van Fall Gelb was het korps niet betrokken. Tot 21 mei lag het korps in het achterland, aan de Rijn rond Wiesbaden. Daarna trok het korps achter de opgerukte troepen aan België in. Tot begin juni bleef het korps in het achterland van België en Noord-Frankrijk. In fase 1 van Fall Rot, van 4 tot 12 juni, rukte het korps achter het 18e Legerkorps en het 42e Legerkorps, met de 88e en 96e Infanteriedivisies onder bevel. Pas op 10 juni kwam het korps in de frontlijn te liggen. Na het oversteken van de Marne volgde het korps het voorafgaande 42e Legerkorps naar de Seine tot half juni, waar de Pantsergruppe Kleist de overgang bij Romilly al had bereikt. Bij de Franse capitulatie op 25 juni bevond het korps zich in het gebied Bonny-sur-Loire. Daarmee had het korps een bijrol gespeeld in de Franse veldtocht. Vanaf juli was het korps bezettingsmacht aan de Kanaalkust, rond Rouen, in december 1940 met onder bevel de 57e en 170e Infanteriedivisies.

### 1941/42

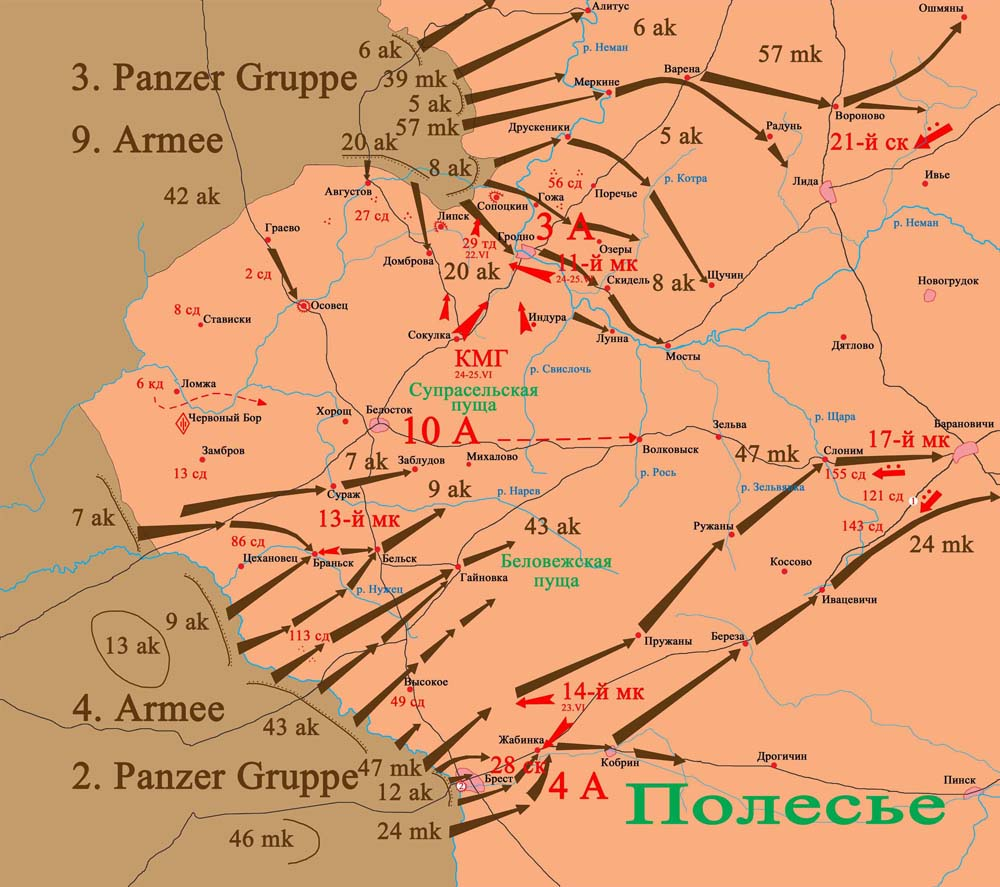
Slag om Białystok 1941

In mei 1941 werd het korps vanuit Frankrijk overgebracht naar het 4e Leger in Oost-Polen. Aan het begin van Operatie Barbarossa de stonden onder bevel van de 131e, 134e en 252e Infanteriedivisies. De troepen staken de Westelijke Boeg rond Mielnik. Het Woud van Białowieża werd doorkruist in de richting van Nowy Dwór, waar zich na Wołkowysk de westelijke pocket van Białystok vormde, die samen met het 13e Legerkorps samengeknepen werd. Eind juli werd het korps toegewezen aan het 2e Leger dat voor Bobroejsk was ingezet, dat front maakte tegen het Sovjet 21e Leger in de noordelijke sector van de Pripjat. Begin september 1941 kreeg het korps de 131e, 260e en 293e Infanteriedivisies toegewezen in Konotop en Tsjernigov. Tijdens de omsingelingsslag van Kiev stak het korps de Desna over en drong samen met het Höheres Kommando z.b.V. XXXV via Priluki op naar Pyriatyn en vormde zo de noordelijke omsingelingsring. Bij het begin van de aanval richting Moskou,  Operatie Taifun, stak het korps op 2 oktober rond Dubrovka de Desna over. Het korps beschikte over de 31e, 52e, 112e en 260e Infanteriedivisies en vormde deel van de noordelijke arm rond de pocket om Brjansk. Na de eliminatie van deze pocket trok het korps op via Zhizdra over de Schisdra naar Kozelsk en stak begin november de Oka over tussen Przemysl (nabij Kaloega) en Belev. Na de opmars richting Toela hield het korps het front rond Aleksin met de 31e en 131e Infanteriedivisies. Maar daar was de opmars uitgeput en tot stoppen gebracht. Begin december volgde het grote Sovjet tegenoffensief en werd het korps aangevallen door het Sovjet 10e Leger, dat oprukte naar Kaloega. Hierdoor werd het korps teruggeduwd van de Oka naar de noordelijke oever van de Ugra naar Juchnow. De verbinding met het meer zuidelijk gelegen 53e Legerkorps ging verloren. Pas op de hoogten bij Spas-Demensk werd het front gestabiliseerd na zware defensieve gevechten in april 1942. Gedurende deze tijd had het korps, dat tot juni ook in de rug doorgebroken Sovjettroepen moest weerstaan, het bevel over de 31e, 34e, 131e Infanteriedivisies en tijdelijk ook de 10e Gemotoriseerde Divisie (van het zuidelijker gelegen 40e Gemotoriseerde Korps. Tijdens de stellingoorlog aan de Ugra beschikte het korps in de herfst van 1942 en begin 1943 over de 34e, 137e en 263e Infanteriedivisies. Het korps bleef in min-of-meer dezelfde positie tussen Spas-Demensk en Juchnow gedurende het gehele jaar 1942 en kon buiten grote gevechtshandelingen blijven.

### 1943
In januari 1943 werd het korps teruggetrokken van de Ugra en verplaatst naar het 3e Pantserleger en gevestigd aan de noordvleugel van de Gruppe v. d. Chevallerie in het gebied bij Velizj. In april 1943 kreeg het korps in het gebied ten westen van Velikieje Loeki de 205e Infanteriedivisie en de 20e Gemotoriseerde Divisie toegewezen. De 331e Infanteriedivisie hield in het noorden de verbinding met het 2e Legerkorps. Nadat het Sovjet 3e Stoottroepenleger zijn offensief tegen Nevel lanceerde, verlegde het 16e Leger zijn zuidgrens na de verplaatsing van het 1e Legerkorps ten zuiden van het meer van Nesherda. Daarmee kwam het korps ook onder bevel van Heeresgruppe Nord. Het korps bleef in zijn positie ten westen van Velikieje Loeki gedurende de rest van het jaar.

### 1944

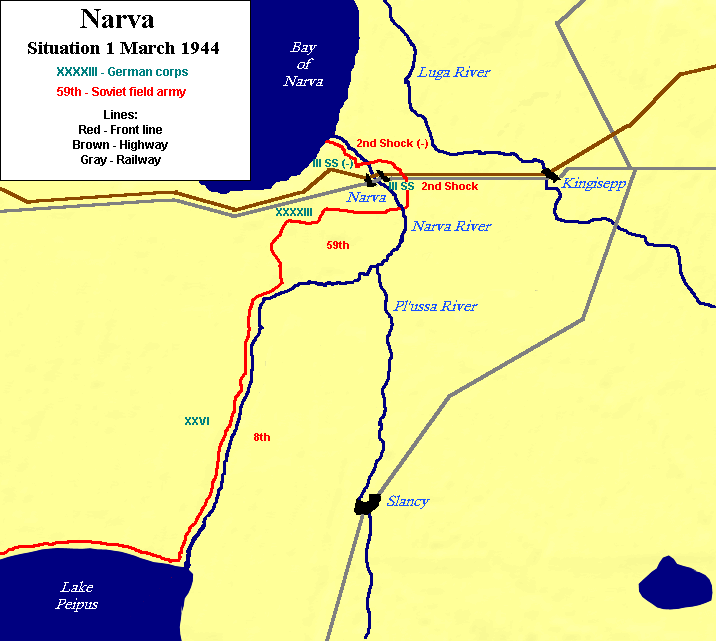
Situatie rond Narva op 1 maart 1944

In januari lag het korps nog steeds in het gebied ten noorden van Nevel, met onder bevel de 15e Waffen-Grenadier-Division der SS (lettische Nr. 1) en de 83e en 263e Infanteriedivisies. Na de terugtocht van het 16e leger uit het gebied tussen het Ilmenmeer en de merenketen ten noorden van Nevel naar de "Pantherstellung" werd het korps uit de linie gehaald en in maart 1944 verplaatst naar Armee-Abteilung Narwa. Op 26 maart 1944 startte het korps met de 11e en 227e Infanteriedivisies een tegenaanval en door een nieuwe aanval op de oostelijke frontboog werd het front ten zuidwesten van Narva rechtgetrokken. In juni beschikte het korps over de 58e en 122e Infanteriedivisies toegewezen. In juli 1944 werd het korps verplaatst naar de noordelijke sector en was tijdelijk verantwoordelijk voor de kustbescherming in Estland. Hiervoor beschikte het korps over de 207e Beveiligingsdivisie in het gebied rond Windau, de 12e Luftwaffenfelddivisie aan de noordkust en de 83e Infanteriedivisie, die de kust aan de Golf van Riga beveiligde. In september keerde het korps terug naar het 16e Leger, en nam de Westelijke Dvina-sector op zich in de frontboog rondom Riga de Baltische operatie. Het korps nam het zuidelijke front tegenover Jaunjelgava met de 58e, 205e, 225e en 389e Infanteriedivisies op zich. Zelfs vóór het verlies van Riga op 15 oktober werd het korps al overgebracht naar de Koerland-pocket. 

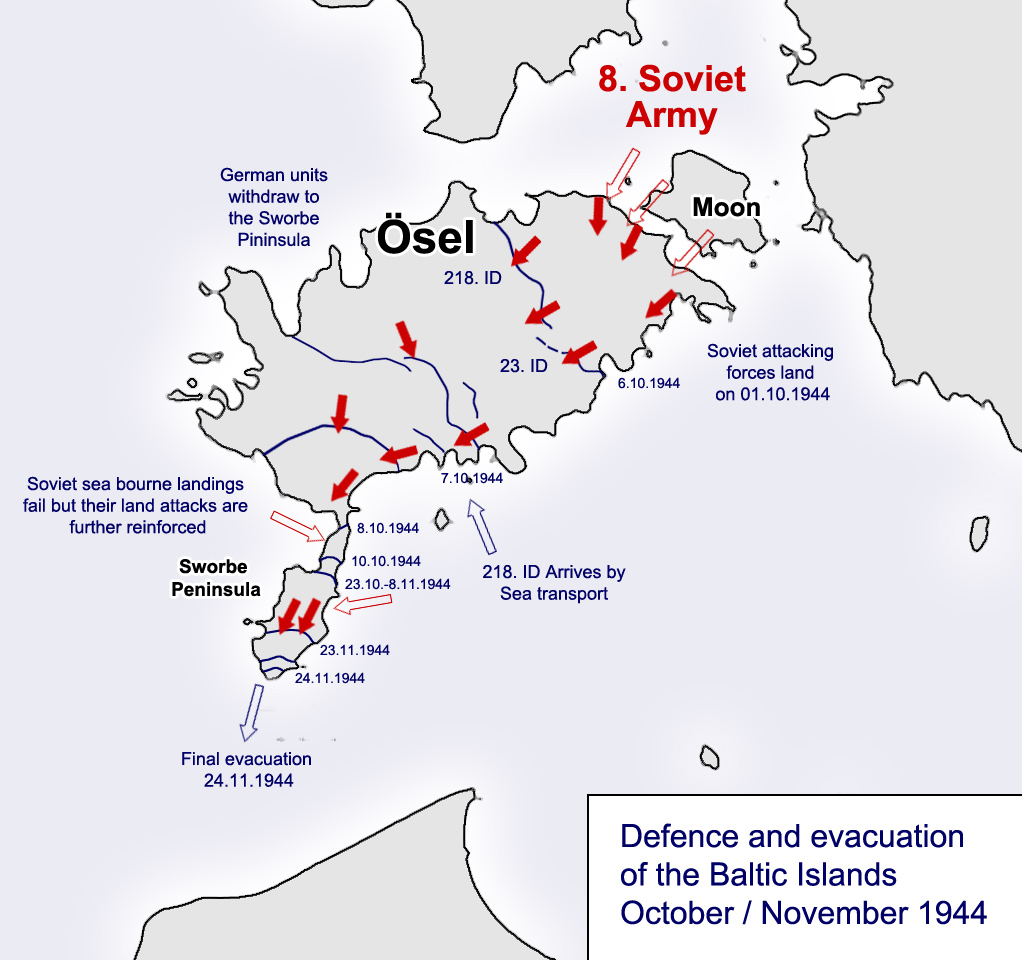
Gevechten op Saaremaa, inclusief Sworbe

In november 1944 leidde luitenant-generaal Versock ook de verdediging van het schiereiland Sworbe, dat op 24 november moest worden geëvacueerd.

### 1945
Het korps nam nu de achterland-beveiligingstaken en noordelijke kustverdediging over in Koerland. Onder bevel stonden de Festung Windau en de Küstengruppe Nordwest en Südwest. In maart werd het korps teruggetrokken uit Koerland, over zee getransporteerd en overgeplaatst naar het 8e Leger in Noord-Hongarije. Hier kwam het korps in de Sovjet maalstroom na het mislukken van Operatie Frühlingserwachen. Op 22 maart bevond het korps zich ten zuiden van Komárom. En werd daarna snel naar het noordwesten gedreven. Begin april was het korps al ten noordoosten van Wenen en midden en eind april verdedigde het korps in het Neder-Oostenrijkse Weinviertel tegen de oprukkende Sovjet 23e en 68e Fusilierskorpsen. Hiervoor beschikte het korps nog over de 48e Volksgrenadierdivisie, de 96e Infanteriedivisie en de resten van de 101e Jägerdivisie. Hiervandaan trok het korps richting het westen om te proberen zich aan de westelijke geallieerden over te geven.
Het 43e Legerkorps capituleerde op 8 mei 1945 aan het US 3e Leger in het gebied Linz.

## Bovenliggende bevelslagen
| Leger                 | Legergroep           | Plaats/regio                            | Begin             | Eind              |
| --------------------- | -------------------- | --------------------------------------- | ----------------- | ----------------- |
| ??                    | ??                   | West-Duitsland, België, Noord-Frankrijk | mei 1940          | begin juni 1940   |
| 9. Armee              | Heeresgruppe B       | Chemin des Dames                        | begin juni 1940   | 6 juli 1940       |
| 16. Armee             | Heeresgruppe A       | Kanaalkust                              | 7 juli 1940       | juli 1940         |
| 9. Armee              | Heeresgruppe A       | Kanaalkust                              | juli 1940         | 14 april 1941     |
| 15. Armee             | Heeresgruppe A       | Kanaalkust                              | 14 april 1941     | 28 april 1941     |
| 4. Armee              | Heeresgruppe B       | Generaalgouvernement                    | mei 1941          | 21 juni 1941      |
| 4. Armee              | Heeresgruppe Mitte   | Brest-Litowsk, Bialystok                | 22 juni 1941      | begin juli 1941   |
| 2. Armee              | Heeresgruppe Mitte   | Bobroejsk, Kiev, Brjansk                | begin juli 1941   | 19 oktober 1941   |
| 2. Panzerarmee        | Heeresgruppe Mitte   | Toela                                   | 19 oktober 1941   | 20 oktober 1941   |
| 4. Armee              | Heeresgruppe Mitte   | Toela                                   | 20 oktober 1941   | 26 oktober 1941   |
| 2. Panzerarmee        | Heeresgruppe Mitte   | Toela                                   | 26 oktober 1941   | 19 december 1941  |
| 4. Armee              | Heeresgruppe Mitte   | Juchnow, Spass-Demjansk                 | 19 december 1941  | januari 1943      |
| 3. Panzerarmee        | Heeresgruppe Mitte   | Velizj                                  | januari 1943      | 13 september 1943 |
| 16. Armee             | Heeresgruppe Nord    | Nevel                                   | 14 september 1943 | maart 1944        |
| Armee-Abteilung Narwa | Heeresgruppe Nord    | Narva                                   | 20 maart 1944     | augustus 1944     |
| 16. Armee             | Heeresgruppe Nord    | Noord-Koerland, Ösel                    | augustus 1944     | 25 januari 1945   |
| 16. Armee             | Heeresgruppe Kurland | Noord-Koerland                          | 25 januari 1945   | maart 1945        |
| 8. Armee              | Heeresgruppe Süd     | Noord-Hongarije, Slovakije              | eind maart 1945   | april 1945        |
| 8. Armee              | Heeresgruppe Ostmark | Oostenrijk, Linz                        | mei 1945          | 8 mei 1945        |

## Commandanten

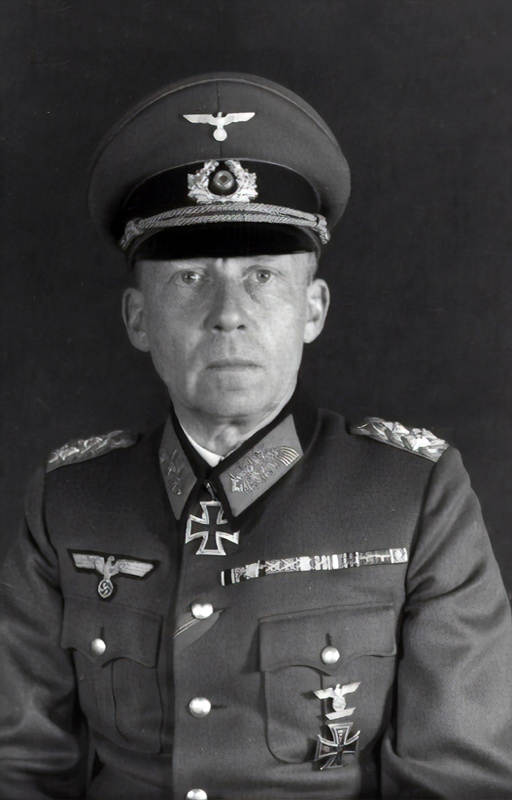
General Gotthard Heinrici

| Rang                                                          | Naam                     | Begin            | Eind             |
| ------------------------------------------------------------- | ------------------------ | ---------------- | ---------------- |
| Generalleutnant                                               | Hermann Ritter von Speck | eind april 1940  | 31 mei 1940      |
| Generalleutnant                                               | Franz Böhme              | 31 mei 1940      | 17 juni 1940     |
| General der Infanterie                                        | Gotthard Heinrici        | 17 juni 1940     | 20 januari 1942  |
| Generalleutnant                                               | Gerhard Berthold         | 20 januari 1942  | 1 februari 1942  |
| General der Infanterie                                        | Kurt Brennecke           | 1 februari 1942  | 28 juni 1942     |
| General der Infanterie                                        | Joachim von Kortzfleisch | 28 juni 1942     | 15 augustus 1942 |
| General der Infanterie                                        | Kurt Brennecke           | 15 augustus 1942 | 23 januari 1943  |
| General der Infanterie                                        | Karl von Oven            | 24 januari 1943  | 25 maart 1944    |
| General der Infanterie                                        | Ehrenfried Boege         | 25 maart 1944    | 3 september 1944 |
| Generalleutnant General der Gebirgstruppen (vanaf 1 november) | Kurt Versock             | 3 september 1944 | 20 april 1945    |
| General der Infanterie                                        | Arthur Kullmer           | 20 april 1945    | 8 mei 1945       |